# Список правителей Триполи

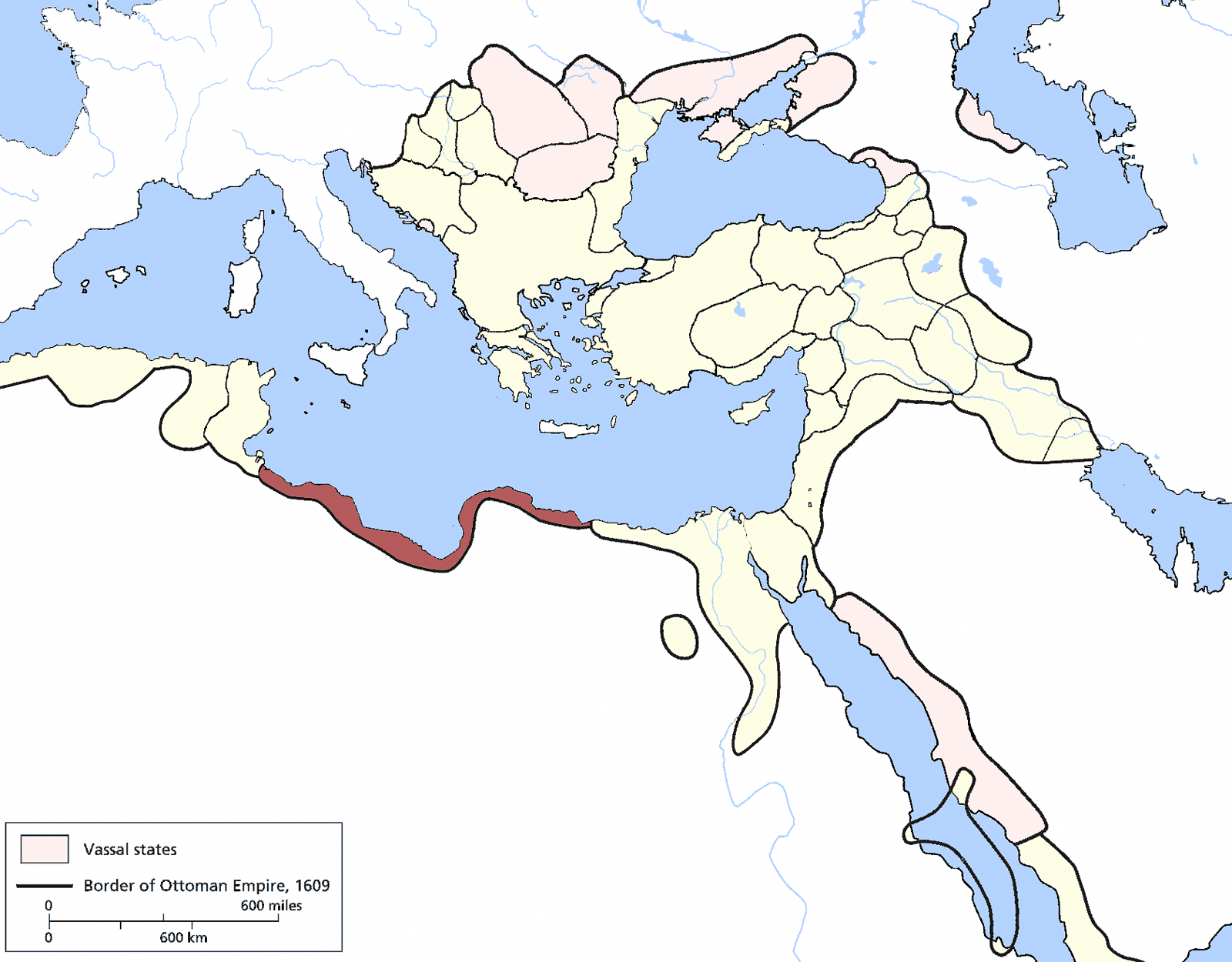
Карта Османской Триполитании (красный цвет), 1609 год.

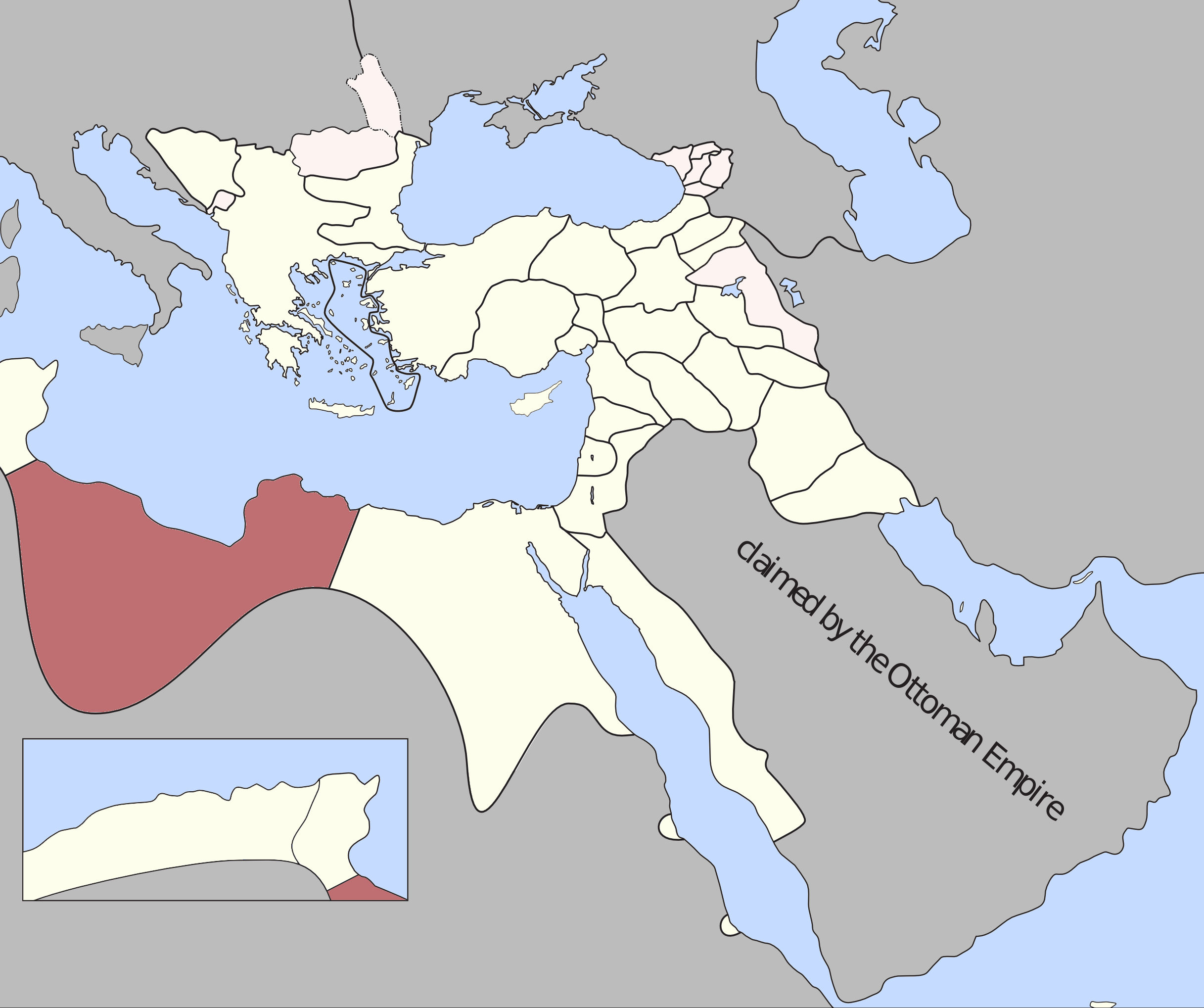
Карта Османской Триполитании (красный цвет), 1795 год.

Карта Османской Триполитании (красный цвет), 1900 год.

Флаг Османской Триполитании

 Паша Триполи — титул наместников Триполи в Османской Триполитании. Триполитания находилась под властью Османской империи с 1551 (взятие Триполи) до итальянского вторжения в Ливию в 1911 году (Итало-турецкая война).

## Список османскихбейлербеевТриполи
- Мурад-ага (1551—1556)
- Тургут-реис (1556—1565)
- Кылыч Али-паша (1565—1568)
- Яхья-паша (1568—1571)
- Кафер-паша (1571—1572)
- Мустафа-паша (1572—1574)
- Хайдар-паша (первый раз, 1574—1577)
- Хасан-паша (1577—1578)
- Хайдар-паша (вторично, 1578—1584)
- Сакизли Мехмед-паша (1584—1585)
- Рамазан-паша (1585—1589)
- Сакизли Мехмед-паша (вторично, 1589)
- Истанкёулю Ахмед-паша (1589—1590)
- Сакизли Мехмед-паша (третий раз, 1590—1595)
- Меми Мехмед-паша (1595—1603)
- Сафер-дей (1603—1614)
- Шериф-паша (1614—1626)
- Рамазан-дей (1626)
- Сакизли Мехмед-паша (16216-1631)
- Сакизли Осман-паша (1631—1672)
- Осман-реис ас-Сухали (1672)
- Бали Кавуш (1672—1675)
- Мизирлиохлу Ибргаим-паша (1675—1677)
- Инеболулу Ибрагим Челеби (1677)
- Истанкёулю Буюк Мустафа (1677)
- Баба Осман (1677—1678)
- Ак Мехмед Тимур (1678—1682)
- Абаза Хусейн (1682)
- Джезаирли Абдуллах (1682—1683)
- Терзи Ибрагим (1683)
- Халиль-паша (1683—1687)
- Мехмед-паша (первый раз, 1687—1689)
- Босняк Исмаил-паша (1689—1695)
- Дестари Мехмед-паша (вторично, 1695—1700)
- Тургутлулу Кахвечи Осман (1700)
- Гелиболулу Хаси Мустафа (1700—1702)
- Халиль-паша (1702—1710)
- Исмаил Ходжа (1710—1711)
- Мехмед Хусейн Кавуш (1711)
- Абу Умайс Махмуд (1711)

## ДинастияКараманли
- Ахмад I паша (29 июля 1711 — 2 ноября 1745)
- Мехмед-паша (2 ноября 1745 — 24 июля 1754)
- Али I паша (24 июля 1754 — 30 июля 1793)
- Али паша (30 июля 1793 — ноябрь 1794), узурпатор
- Ахмад II паша (ноябрь 1794 — 24 января 1796)
- Юсуф-паша (24 января 1796 — 5 августа 1832)
- Мехмед (1817, 1826, 1832)
- Мехмед ибн Али (1824, 1835)
- Али II паша (5 августа 1832 — 26 мая 1835)

## Османские вали (губернаторы) Триполи

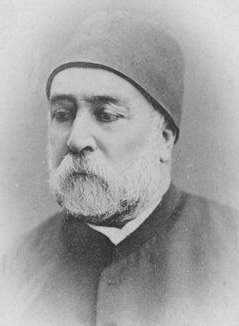
Махмуд Недим-паша (1818—1883), губернатор Триполи (1860—1867), великий визирь Османской империи (1871—1872, 1875—1876)

- Мустафа Неги паша  (26 мая 1835 — 7 сентября 1835)
- Махмуд Раиф паша  (7 сентября 1835 — 6 мая 1837)
- Чешмели Хасан-паша  (6 мая 1837 — 5 сентября 1838)
- Али Аскер-паша  (5 сентября 1838 — 15 июля 1842)
- Мехмед Эмин-паша  (15 июля 1842 — 22 апреля 1847)
- Рагиб-паша  (22 апреля 1847 — 13 сентября 1849)
- Иззет Ахмед-паша  (13 сентября 1849 — 16 сентября 1852)
- Мустафа Нури паша  (16 сентября 1852 — 1 ноября 1855)
- Осман-паша  (1 ноября 1855 — 1 октября 1857)
- Ахмед Иззет-паша  (первый раз, 1 октября 1857 — 4 августа 1860)
- Махмуд Недим-паша  (4 августа 1860 — 18 июня 1867)
- Хасан-паша (июнь 1867 — июль 1867)
- Джезаирли Али Реза-паша (первый раз, июль 1867 — май 1870)
- Мустафа-паша (май 1870 — июнь 1870)
- Мехмет Халет-паша (июнь 1870 — сентябрь 1871)
- Бостанчибахизаде Мехмед-паша (сентябрь 1871 — апрель 1872)
- Джезаирли Али Реза-паша (вторично, апрель 1872 — 6 июня 1873)
- Хасан Самих-паша (6 июня 1873 — ноябрь 1874)
- Мустафа Асим-паша (ноябрь 1874 — февраль 1875)
- Мустафа Сидки-паша  (февраль 1875 — август 1877)
- Мехмед Джелаледдин паша  (1877)
- Сулемезоглу Али Кемаль  (декабрь 1877 — февраль 1878)
- Мехмед Сабри паша  (февраль 1878 — июль 1879)
- Ахмед Иззет-паша  (вторично, июль 1879 — май 1880)
- Мехмед Насиф-паша  (май 1880 — октябрь 1881)
- Ахмед Расим паша  (октябрь 1881 — июнь 1896)
- Немик-бей  (июнь 1896 — март 1899)
- Насим-бей  (март 1899 — июль 1900)
- Хафиз Мехмед-бей  (июль 1900 — декабрь 1903)
- Хасан Хусни паша  (декабрь 1903 — май 1904)
- Абдаррахман-бей  (май 1904 — август 1904)
- Реджеп-паша  (август 1904 — август 1908)
- Ахмед Фавзи-паша  (декабрь 1908 — август 1909)
- Хусейн Хусни-паша  (август 1909 — август 1910)
- Ибрагим-паша  (август 1910—1911)
- Бекир Самих-бей  (1911, не вступил в должность)
- Бесим-бей  (1911 — 5 октября 1911)
- Нешет-бей (1911 — 15 января 1913)
- 1913—1915 годы — неизвестно
- Осман-бей  (1915—1917), в изгнании
- Нури-бей  (1917—1918), в изгнании
- Исхак-бей  (1918), в изгнании
- Осман Фуад-паша  (апрель 1918 — 16 ноября 1918), в изгнании.